# Marc de Maar
Marc de Maar (Assen, Países Bajos, 15 de febrero de 1984) es un ciclista neerlandés.
Proviene de la cantera del equipo Rabobank Cycling Team. Debutó con el primer equipo neerlandés en 2006. Luego de un pasaje de un año en el equipo estadounidense UnitedHealthcare presented by Maxxis de categoría Profesional Continental, en 2011 fichó por el equipo QuickStep, retornando en 2012 al UnitedHealthcare.

## Palmarés
2004
- Hasselt-Spa-Hasselt

2005
- Triptyque des Monts et Châteaux
- Tour de Loir-et-Cher
- 2 etapas del Tour de Olympia
- 1 etapa del Tour de Gironde

2010
- 2 etapas del Tour de Beauce
- Campeonato de las Antillas Neerlandesas Contrarreloj
- Campeonato de las Antillas Neerlandesas en Ruta

2011
- Campeonato de Curazao Contrarreloj
- Campeonato de Curazao en Ruta

2012
- Campeonato de Curazao Contrarreloj
- Campeonato Curazao en Ruta
- 1 etapa de la Vuelta a Gran Bretaña

2013
- 1 etapa del Tour de Beauce

2014
- 1 etapa del Tour de Noruega

2018
- Tour de Kumano

## Resultados en Grandes Vueltas y Campeonatos del Mundo
| Carrera         | Carrera         | 2003 | 2004 | 2005 | 2006  | 2007  | 2008 | 2009 | 2010 | 2011 | 2012 | 2013 | 2014 | 2015 | 2016 | 2017 | 2018 |
| --------------- | --------------- | ---- | ---- | ---- | ----- | ----- | ---- | ---- | ---- | ---- | ---- | ---- | ---- | ---- | ---- | ---- | ---- |
|                 | Giro de Italia  | —    | —    | —    | 125.º | —     | —    | —    | —    | —    | —    | —    | —    | —    | —    | —    | —    |
|                 | Tour de Francia | —    | —    | —    | —     | —     | —    | —    | —    | —    | —    | —    | —    | —    | —    | —    | —    |
|                 | Vuelta a España | —    | —    | —    | —     | 109.º | 56.º | —    | —    | 82.º | —    | —    | —    | —    | —    | —    | —    |
| Mundial en Ruta | Mundial en Ruta | —    | —    | —    | —     | —     | Ab.  | —    | —    | —    | —    | —    | —    | —    | —    | —    | —    |

—: no participa

Ab.: abandono

## Equipos
- Cycling Team Löwik Meubelen-Tegeltoko (2003)
- Rabobank TT3/Continental (2004-2005)
- Rabobank (2006-2009)
- UnitedHealthcare presented by Maxxis (2010)
- QuickStep Cycling Team (2011)
- UnitedHealthcare Pro Cycling Team (2012-2014)
- Roompot Oranje Peloton (2015-2016)
- Wisdom-Hengxiang (2017)
- Team Ukyo (2018)